# Typopeltis guangxiensis
Espèce
Typopeltis guangxiensis est une espèce d'uropyges de la famille des Thelyphonidae.

## Distribution
Cette espèce est endémique du Guangxi en Chine. Elle se rencontre vers Nanning.

## Description
La femelle holotype mesure 40,0 mm.

## Étymologie
Son nom d'espèce, composé de guangxi et du suffixe latin -ensis, « qui vit dans, qui habite », lui a été donné en référence au lieu de sa découverte, le Guangxi.

## Publication originale
- Haupt & Song, 1996 : Revision of East Asian whip scorpions (Arachnida Uropygi Thelyphonida). 1. China and Japan. Arthropoda Selecta, vol. 5, no 3/4, p. 43-52 (texte intégral).